# Liste der deutschen Botschafter in Island
Die Liste der deutschen Botschafter in Island enthält die jeweils ranghöchsten Vertreter des Deutschen Reichs und der Bundesrepublik Deutschland in Island. Sitz der Botschaft ist in Reykjavík.

## Deutsches Reich
| Name           | Amtszeit  | Anmerkungen   |
| -------------- | --------- | ------------- |
| Werner Gerlach | 1939–1940 | Generalkonsul |

## Bundesrepublik Deutschland

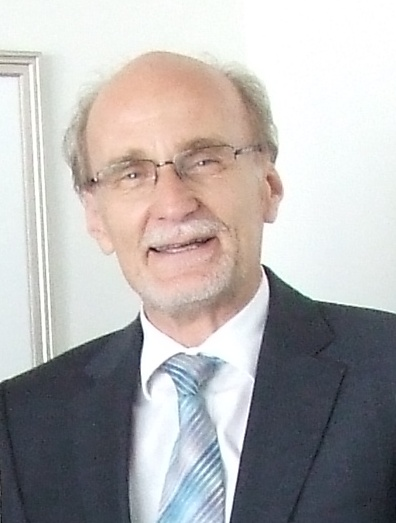
Hermann-Josef Sausen (2011)

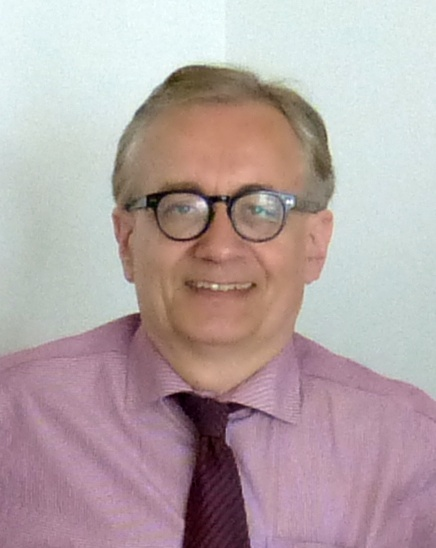
Thomas Hermann Meister (2013)

| Name                    | Amtszeit  | Anmerkungen          |
| ----------------------- | --------- | -------------------- |
| Kurt Oppler             | 1952–1956 | als Gesandter        |
| Hans-Richard Hirschfeld | 1957–1964 |                      |
| Henning Thomsen         | 1965–1970 |                      |
| Karl Rowold             | 1970–1974 |                      |
| Raimund Hergt           | 1974–1981 |                      |
| Jörg Krieg              | 1981–1985 |                      |
| Hans Hermann Haferkamp  | 1986–1991 |                      |
| Gottfried Pagenstert    | 1991–1993 |                      |
| Hellmut Schatzschneider | 1993–1995 |                      |
| Reinhart W. Ehni        | 1996–2001 |                      |
| Hendrik Dane            | 2001–2003 |                      |
| Johann Wenzl            | 2003–2007 |                      |
| Karl-Ulrich Müller      | 2007–2010 | im Dienst verstorben |
| Hermann-Josef Sausen    | 2010–2012 |                      |
| Thomas Hermann Meister  | 2012–2015 |                      |
| Herbert Beck            | 2015–2019 |                      |
| Dietrich Becker         | 2019–2023 |                      |
| Clarissa Duvigneau      | seit 2023 |                      |